# Боярські (герб)
Боярські (пол. Bojarski) – шляхетський герб нащадків українського старшинського роду в Росії.

## Опис герба
Опис з використанням принципів блазонування, запропонованих Альфредом Знамеровським:
У блакитному полі золотий півмісяць, над яким срібна стріла вістрям догори.
В клейноді над шоломом в короні хвіст павича, прошитий стрілою вправо.
Намет: блакитний, підбитий сріблом праворуч, а золотом ліворуч.

## Історія
Герб вживала родина Боярських, представник якої, Михайло, прибув 1658 р. з Речі Посполитої до Слобідської України. Герб вперше згаданий у книзі Общий гербовник дворянских родов Всероссийской империи (1863).
Звертає увагу подібність герба Боярських до герба Сас, а також той факт, що польські Боярські вживали цей герб.

## Історія роду
Боярські згадані в "Боярській книзі 1639 року". У ній були записані московські дворяни: Іван Федорович (1627—1640) та Степан Федорович Боярські (1636—1640).
Цей рід проживав у Київській, Мінській, Московській, Подільській та Харківській губерніях Російської імперії. За походженням від різних предків, Боярські розділились на два незалежних роди: мінських і подільських, з яких останній розділився ще на дві гілки — харківську і київську.

### Харківська гілка
За правління Катерини II, від харківської гілки роду (нащадки Федора Боярського), було подано клопотання про визнання в дворянстві роду Боярських. Їх прізвище було занесено до шостої частини "Загального гербовника" в 1788 році. Охтирський повітовий маршалок шляхти капітан Іван Васильович Боярський надав на затвердження герольдмейстерської контори малюнок герба та пояснення про походження свого роду (справа архіву герольдії №64, 1797 р.).

### Київська гілка
Київська гілка Боярських (справа архіву герольдії №69, 1845 р.) вважає своїм предком Семена Боярського.

### Подільська гілка
Подільська гілка Боярських в дворянстві не була визнана, а рід їх виключено з родовідної книги Подільської губернії, згідно наказу Герольдії від 11 листопада 1839 року.

### Московська гілка
В Московській губернії зарахований і затверджений в дворянстві 30 липня 1846 року майор Антон Іванович Боярський, що походив з подільської гілки роду.

### Мінська гілка
В Мінській губернії Боярські належали до гербу Сас й були затверджені в дворянстві в 1835 році з занесенням в шосту частину родовідної книги. Вони були зовсім іншого походження, чим гілки, що наведені вище. Їх предком вважається віленський підскарбій Йоахим Валентинович Боярський (з панцирних бояр литовських), який в Смутні часи війн з Москвою Сигізмунда III та Владислава IV зумів захопити частину володінь Загоровських в Смоленському воєводстві.

### Галицька гілка
Ігнат з Ролева був учасником шляхетського з'їзду 1427 року. В 1449 році власниками Ролева були Петро, Іван та ще один Іван Шешники. Десь після середини XV ст. частина Ролева отримала назву Бояри, а кількість його задокументованих власників сильно зросла, хоча вони й не мали спільного предка по чоловічій лінії. Одна гілка походить з шляхетської родини Попелів. Попелі-Платковичі чи Боярські Платковичі жили в Боярах до 1630-х років. Інші відомі з 1520-х років гілки Боярських походять з Ролева-Боярів.

Предки роду Боярських служили в польській королівській армії. Це були Казимир та Іван Боярські. 1658 року Іван дослужився до звання капітана і був нобілітований. Його нащадки були власниками сіл і записані до 6-ї частини Родовідної книги волинської губернії. 9 березня 1851 було підтверджено шляхетство Едварду Боярському, про що свідчить наданий йому диплом.

## Гербовий рід
Герб цей, як герб власний, вживав тільки один гербовий рід: Боярські.